# Franco Galletti
Franco Galletti (Reggello, 13 gennaio 1943) è un ex calciatore italiano, di ruolo centrocampista.

## Carriera
Ha alternato il ruolo di centrocampista avanzato a quello di centravanti di movimento.
Cresciuto calcisticamente nelle giovanili nell'Inter, senza approdare in prima squadra, disputa 6 stagioni (una in Serie A, tre in Serie B e due in Serie C) con la maglia del Bari, disputando 12 presenze e 3 gol nella prima stagione disputata, unica in massima serie (annata 1963-1964).
Nell'estate 1969 lascia i pugliesi passando alla Reggiana, con cui disputa tre campionati in B e uno in C, per complessive 171 presenze e 25 reti fra i cadetti.

## Palmarès

### Club

#### Competizioni nazionali
- Campionato italiano: 1

Inter: 1962-1963
- Serie C: 2

Bari: 1966-1967
Reggiana: 1970-1971